# Hotel Transilvania 2
Hotel Transilvania 2 este un film american de comedie animat în 2015, produs de Columbia Pictures și Sony Pictures Animation în asociere cu LStar Capital și MRC, animat de Sony Pictures Imageworks și distribuit de Sony Pictures Releasing. Regizat de Genndy Tartakovsky și scris de Robert Smigel și Adam Sandler, este al doilea film al francizei Hotel Transilvania, servind drept continuare a Hotel Transilvania (2012).
În limba română vocea lui Vlad este asigurată de Marcel Iureș. 